# Ичма
И́чма (правильнее ичсма) — коренная культура и государство Южной Америки. Культура ичсма предшествовала на побережье Перу культуре инков. Возникнув в долине Лурин к югу от Лимы ичсма распространилась затем на север, в долину Римак.

## История

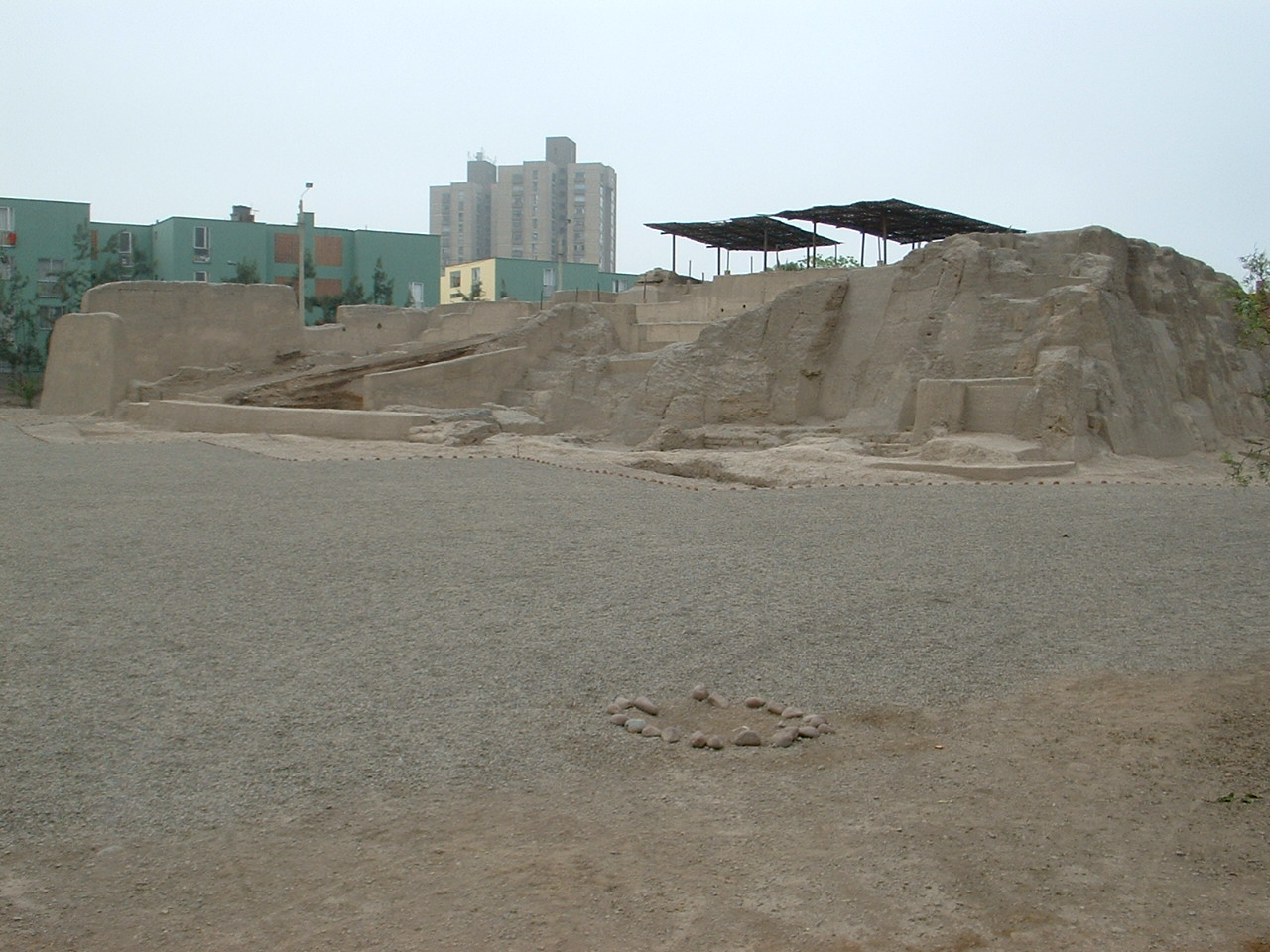
Хуака-Сан-Борха, археологические раскопки

С распадом Державы Уари возникли несколько небольших царств и религиозно-племенных союзов. С течением времени, на побережье Перу стали доминировать две культуры, чанкайская к северу от Лимы, и ичсма — к югу.
Народ ичсма (инки называли их ичма, испанцы ичмас) населял прибрежные районы близ Лимы после распада Державы Уари. Предположение, что ичсма говорили на языке аймара маловероятно.
Полития ичсма — государство Ичсмай (Ичмай) сформировалось около 1100 года н. э. Оно стало основным политическим образованием Центрального побережья Перу на весь Поздний Промежуточный период (900 — 1470 гг.). Ичсмаю подчинялись поселения двух соседних областей — в долинах рек Лурин и Римак. В промежутке между 1440 и 1470 годами Ичсмай было поглощено Державой инков.
Столицей ичсма был город Ичсма (Ичма), названный честь одноименного бога. Ичсма был переименован позднее инками в Пачакамак. Как столица ичсма этот важный культовый город продолжил рост, увеличил влияние и стал важным местом паломничества.
Историки предполагают, что элита ичма имела наследственную династическую власть, так как правителя после смерти хоронили в пирамиде вместе с престижными предметами и жертвами (в т. ч. человеческими), после чего пирамида покидалась и строилась новая. Ичсма построили в своей столице по крайней мере 16 пирамид. Что говорит и о количестве правителей.
Также ичсма строили или перестраивали сооружения в районе Лимы. Среди них: Уака Уантилль в районе Магдалена-дель-Мар; Уака Матео Саладо в Лиме, в районе Пуэбло Либре; Уака Сан-Борха в районе Сан-Борха; Уака-Сан-Мигель, в древнем городе Маранга в районе Сан-Мигель. К этой же культуре относят археологические памятники, обнаруженные в Пуручуко и Кайамакуилла.
Государство Ичмай было интегрированного в состав Державы инков на добровольных началах. Признание власти инки Тупака Юпанки дало Пачакамаку ряд привилегий. В составе инской державы город сохранил политическую автономию (как, например, и Чан-Чан) и превратился в одно из важнейших общеимперских святилищ.

## Археология
Ряд культурных и человеческих останков были обнаружены в различных поселениях ичма. В Уака Уантилле были найдены, по крайней мере, 9 мумий, погребённых с керамическими изделиями и украшениями из меди, серебра и золота.
В 2012 году раскопки в Пачакамаке открыли погребальные камеры с более, чем 80 мумифицированными останками, среди которых обнаружена дюжина детских погребений. Вместе со скелетами были найдены различные артефакты, в том числе керамические изделия, ювелирные украшения, а также останки животных.

## Ассимиляция культуры Ичма
Когда империя инков расширила свои владения в регионе, культуры Ичма и Чанкае, наряду с более мелкими культурами, вошли в её состав.